# Lam Seunong
Lam Seunong is een bestuurslaag in het regentschap Aceh Besar van de provincie Atjeh, Indonesië. Lam Seunong telt 488 inwoners (volkstelling 2010).